# Сакунеті
Сакунеті (груз. საყუნეთი) — село в Грузії.
За даними перепису населення 2014 року в селі проживає 472 особи.